# Coymans

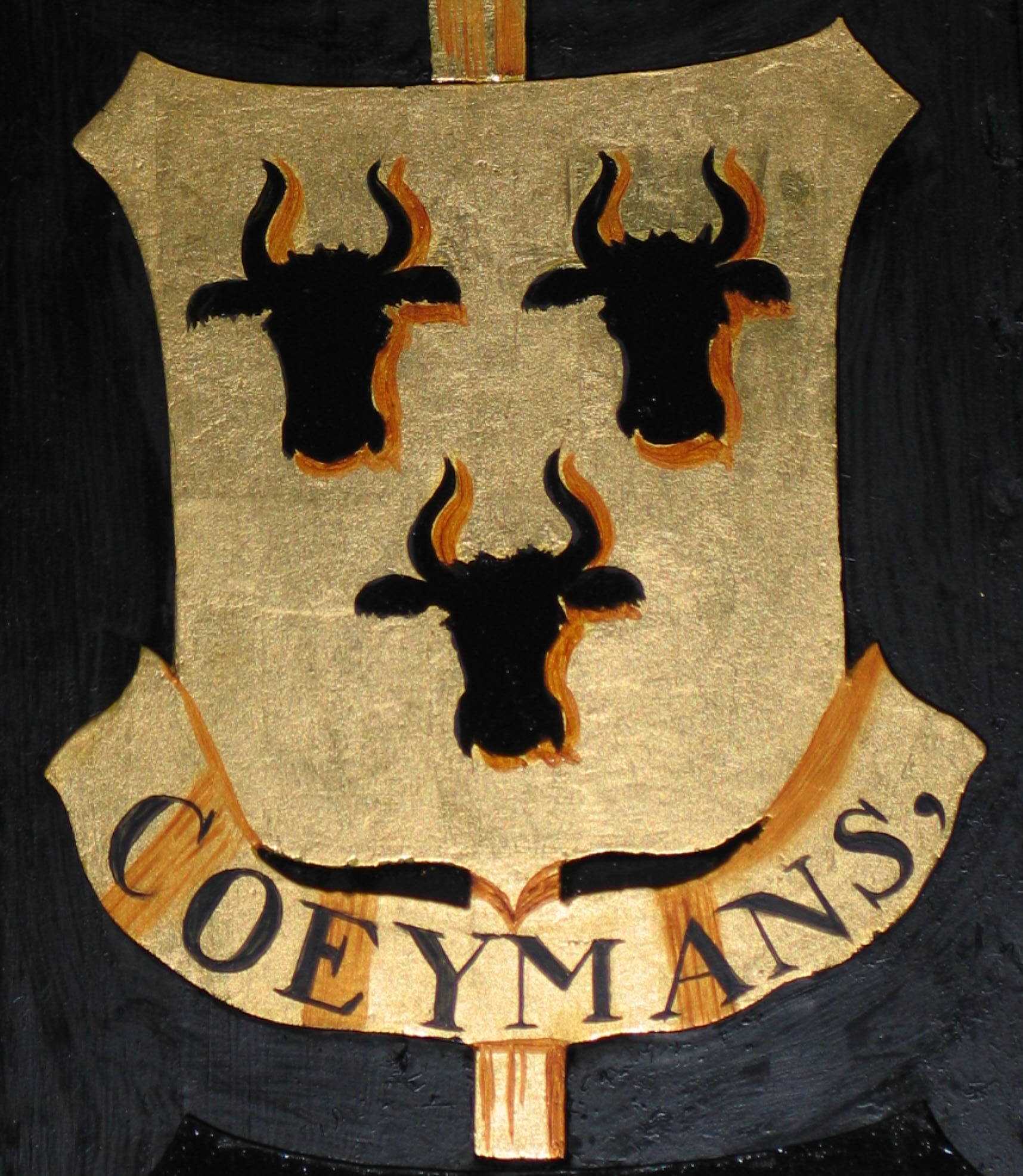
Wappen der Coymans in der Kirche von Beverwijk

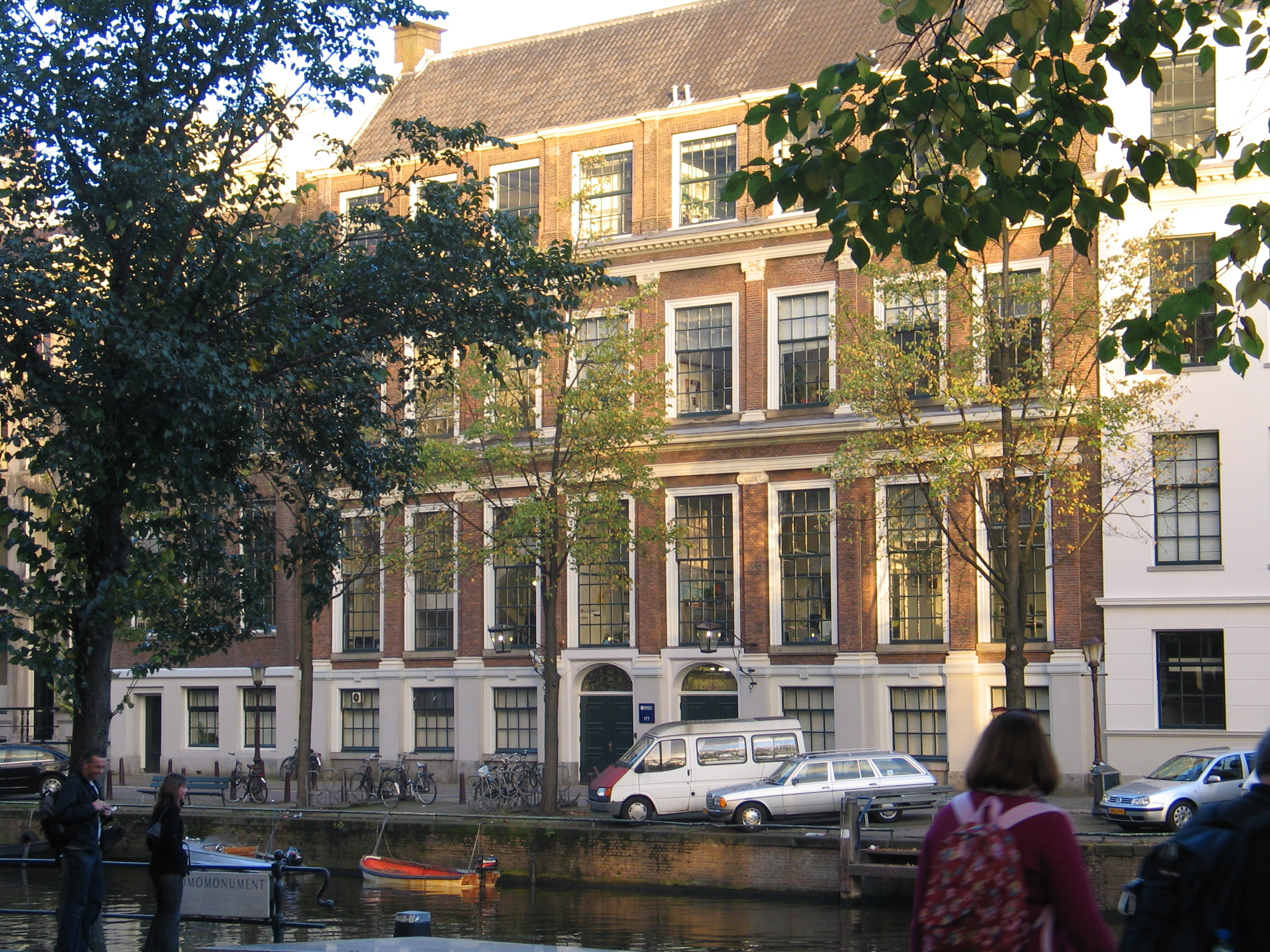
Das Coymanshuis, Keizersgracht 177

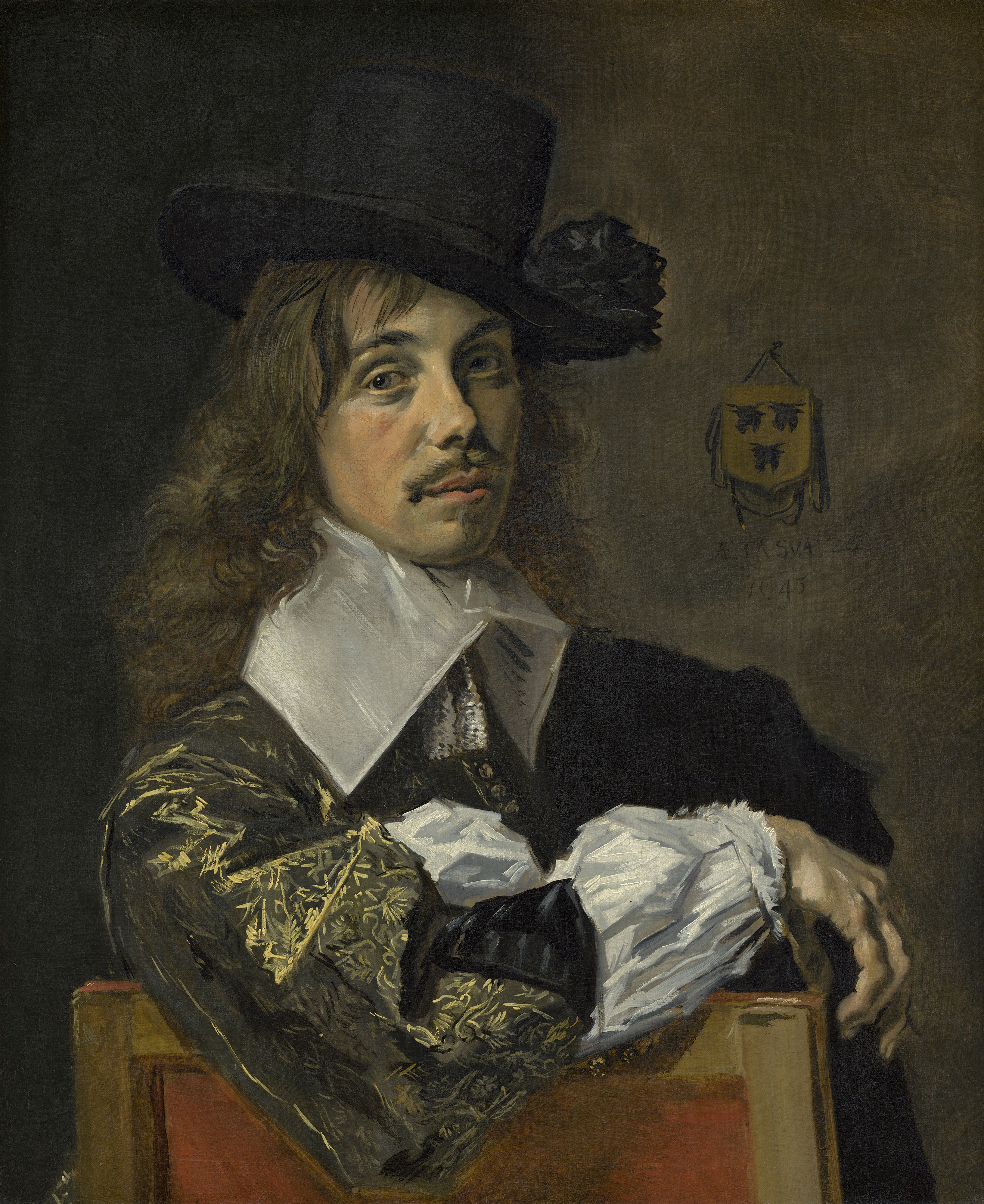
Willem Coymans gemalt von Frans Hals (1645), National Gallery of Art (Washington)

Coymans ist eine dem niederländischen Patriziat zugehörige Familie. Die Familienmitglieder waren in Amsterdam, Haarlem, Curaçao und im spanischen Cádiz als Großhändler und Kaufleute sesshaft und tätig.

## Familienmitglieder
- Balthasar Coymans (1555–1634), Gründer der Handelsfirma Coymans
  - Balthasar Coymans (1589–1657), verheiratet mit Maria Trip; Bauherr des Coymanshuis in der Amsterdamer Keizersgracht
    - Aletta Coymans (* 1643), verheiratet mit Geleijn Lampsins (* 1633), Sohn des Cornelis Lampsins

  - Josephus Coymans (1591–nach 1660), ehelichte Dorothea Berck
    - Balthasar Coymans (1618–1690), schepen von Haarlem, Ritter im Ordre de Saint-Michel, im Sklavenhandel tätig, gemalt durch Frans Hals
    - Joseph Coymans (1621–1677), heiratete Jacomina Trip, verzog nach Haarlem und spielte eine Rolle im Sklavenhandel

  - Johannes Coymans (1601–1657), Ehemann der Sophia Trip
    - Joan Coymans (1645–1703), schepen von Amsterdam (1687–1693?), verheiratet mit Erckenraad Bernard
    - Balthasar Coymans (1652–1686), Händler in Cádiz, im Sklavenhandel tätig
    - Elias Coymans (1653–1731), Ehemann der Isabella Catharina van der Muelen
      - Constantia Aletta Coymans (1685–1744), heiratete Balthasar Scott (1672–1741), sie verfügte über 2,2 Millionen Gulden

    - Joseph Coymans (1656–1720), war mit Clara Valckenier, einer Tochter des Regenten Gillis Valckenier verheiratet, Deichgraf von Beemster und Leiter der Niederländischen Westindien-Kompanie
      - Jan Coymans (1688–1734), Herr von Bruchem und Cillaarshoek, schepen der Stadt Amsterdam, mit Susanne Catharina Bouwens verheiratet
      - Gillis Coymans (1690–1757), Herr von Bruchem und Hoogheemraad der Beemster, einer der Leiter über die Niederländische Ostindien-Kompanie sowie einer der Direktoren der Sozietät von Suriname, lebte von 1729 bis zu seinem Tod in Dänemark
      - Balthasar Coijmans (1699–1759), Herr von Deurne und Liessel, Halbbruder des Samuel Elias, Balthasar war der letzte männliche Coymans

Weitere Familienmitglieder:
- Isaac Isaacsz Coymans (1622–1673), Enkelsohn des Generalgouverneurs Gerard Reynst, gründete im Jahre 1659 in Glückstadt die Dänische Westindien-Kompanie
- Balthasar Coymans (?–1748?), Hauptkommissar und Rat an der afrikanischen Küste